# Graff (rheinländisch-westfälisches Adelsgeschlecht)

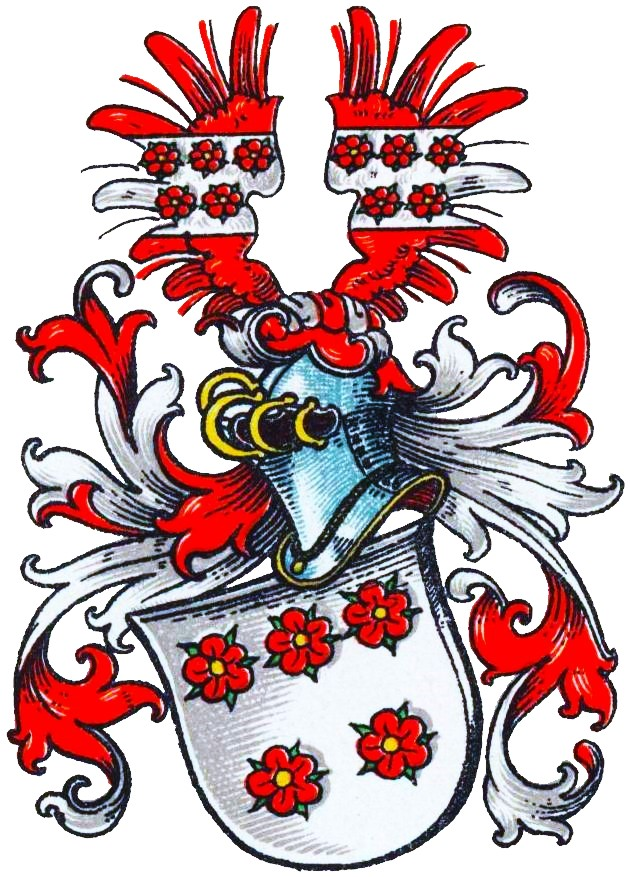
Wappen derer von Graff (Grave) im Wappenbuch des Westfälischen Adels

Graff (auch Graiff, Graffen, Grave, Graven o. ä.) ist der Name eines erloschenen rheinländisch-westfälischen Adelsgeschlechts.
Die Familie ist von verschiedenen anderen nichtverwandten Familien Graff zu unterscheiden.

## Geschichte

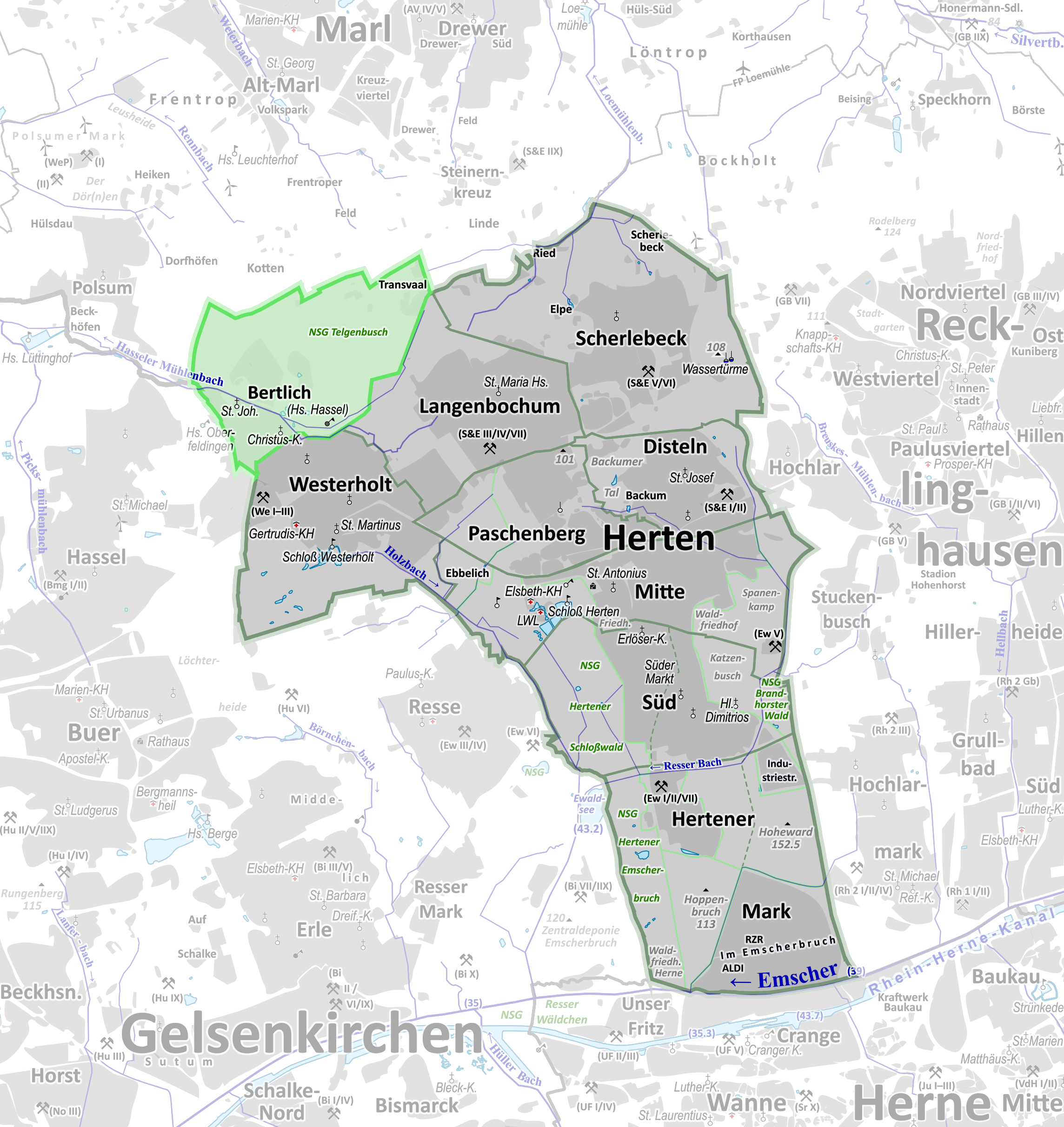
Lage des abgegangenen Hauses Hassel in Herten-Bertlich

Das Geschlecht kam schon 1341 zu Haus Graven (Adolf vamme Graven), heute Langenfeld-Wiescheid, und 1436 zu Elp, heute  Teil von Haan im Kreis Mettmann, vor. Ferner saß die Familie zu Hackfort im Kreis Recklinghausen (urkundl. 1550), Anröchte im Kreis Lippstadt (urkundl. 1570), Förde im Kreis Olpe (urkundl. 1584) und Hassel (auch Hasselt) im Vest Recklinghausen (urkundl. ab 14. Jahrhundert und noch 1667).
Vom 14. bis Ausgang des 15. Jahrhunderts hießen die Erstgeborenen in fünf aufeinanderfolgenden Generationen „Bernd“. 1419 und 1426 erscheinen die Eheleute Bernd de Grave und Karda, Tochter des Wolter Stecke zu Vondern. Ihr Sohn Bernd wiederum hatte ebenfalls einen gleichnamigen Sohn, der um 1465/70 Anna Staël von Holstein aus dem Hause Langfort heiratete, sowie eine Tochter Karda von Graff, Konventualin im Kloster Sterkrade.
1515 war Anna von Graff Äbtissin und Judith von Graff Pröpstin in St. Maria im Kapitol in Köln.
Margarethe de Grave aus dem Hause Hassel (1642†), Tochter von Hermann von Graff und Elisabeth von Westerholt zu Lembeck, war 1617 noch Stiftsdame im Stift Nottuln. Später heiratete sie Bernhard von Heyden, Herr von Nienborg und Wohnung.
Johann Dietrich von Graff zu Hassel heiratete 1667 Anna Johanna Sebastiana von Nesselrode († 1721 zu Essen), Witwe des Franz Wessel von der Recke zu Horst. Mit dem Tod dieses kinderlosen Johann Dietrich von Graff nach 1673, spätestens jedoch 1681, erlosch das Geschlecht im Mannesstamm. Er vermachte sein Haus Hassel dem Arnold Freiherr von Wachtendonk zu Germenseel.

## Wappen
Blasonierung: In Silber fünf (3:2) rote Rosen. Auf dem rot-silbern bewulsteten Helm mit rot-silbernen Helmdecken ein offener roter Flug je mit breitem silbernen Balken belegt, auf welchem sich die Rosen wiederholen.